# Sisyrinchium microbracteatum
Sisyrinchium microbracteatum är en irisväxtart som beskrevs av Guy L. Nesom. Sisyrinchium microbracteatum ingår i släktet gräsliljor, och familjen irisväxter. Inga underarter finns listade i Catalogue of Life.